# Oliver Schlaudt
Oliver Schlaudt (* 1978) ist ein deutscher Philosoph und Autor.

## Leben und Wirken
Oliver Schlaudt wurde 1978 geboren. Er hat an der Ruprecht-Karls-Universität Heidelberg Physik studiert. Weiter studierte er dort Philosophie und promovierte und habilitierte an dieser Universität. Er hatte Gast- und Vertretungsprofessuren in Paris und Freiburg inne und war Gastforscher in einer archäologischen Forschungsgruppe der Universität Tübingen.
Seit 2022 ist er Professor für Philosophie und Politische Ökonomie an der Hochschule für Gesellschaftsgestaltung (HfGG) in Koblenz. Er beschäftigt sich mit Fragen der Technik-, Kultur- und Wissenschaftsphilosophie mit einem besonderen Interesse an Ökonomie und kognitiver Archäologie. Seine Professur an der HfGG ist Teil des Heisenberg-Programms der Deutschen Forschungsgemeinschaft (DFG). Er fungiert als Mitherausgeber der Schriften von Alfred Sohn-Rethel im Ça ira Verlag.
Sein Werk Zugemüllt war für den Bayerischen Buchpreis 2024 nominiert.

## Veröffentlichungen (Auswahl)
- mit Frank Engster, Aldo Haesler: Kleine Philosophie des Geldes im Augenblick seines Verschwindens, Matthes & Seitz, Berlin 2024, ISBN 978-3-7518-2024-0.
- Zugemüllt. Eine müllphilosophische Deutschlandreise, C. H. Beck, München 2024, ISBN 978-3-406-81464-8.
- Das Technozän. Eine Einführung in die evolutionäre Technikphilosophie, Vittorio Klostermann, Frankfurt 2022, ISBN 978-3-465-04586-1.
- Die politischen Zahlen. Über Quantifizierung im Neoliberalismus, Vittorio Klostermann, Frankfurt 2018, ISBN 978-3-465-04339-3.
- Was ist empirische Wahrheit? Pragmatische Wahrheitstheorie zwischen Kritizismus und Naturalismus, Vittorio Klostermann, Frankfurt 2014, ISBN 978-3-465-03861-0.
- mit Markus Bitterolf, Stefan Schöbel (Hrsg.): Intellektuelle in Heidelberg 1910–1933. Ein Lesebuch. Heidelberg 2014, ISBN 978-3-9816366-2-8.
- Messung als konkrete Handlung. Eine kritische Untersuchung über die Grundlagen der Bildung quantitativer Begriffe in den Naturwissenschaften, Königshausen & Neumann, Würzburg 2009 (zugleich Dissertation Heidelberger Universität), ISBN 978-3-8260-4100-6.